# 범진
범진(본명: 주범진, 1997년 2월 21일 ~ )은 대한민국의 가수이다.